# Liste der Monuments historiques in Lioux
Die Liste der Monuments historiques in Lioux führt die Monuments historiques in der französischen Gemeinde Lioux auf.

## Liste der Bauwerke
| Bezeichnung                | Beschreibung | Standort     | Kennzeichnung | Schutzstatus | Datum | Bild           |
| -------------------------- | ------------ | ------------ | ------------- | ------------ | ----- | -------------- |
| Schloss Javon Tor, Fenster |              | Javon (Lage) | PA00082063    | Inscrit      | 1978  | weitere Bilder |